# قرار مجلس الأمن التابع للأمم المتحدة رقم 6
قرار مجلس الأمن التابع الأمم المتحدة رقم 6، الذي اعتمد في 17 مايو عام 1946، القرار جاء بسرد تواريخ مجلس الأمن وباستعراض المتقدمين الجدد للأمم المتحدة. القرار تم تعديله يوم 24 يوليو بسبب تأجيل موعد افتتاح الجزء الثاني من الدورة الأولى للجمعية العامة للأمم المتحدة. التواريخ في القرار الأصلي تم تأجيلها بعد عدة أيام أيضا.